# صالح السعيد (لاعب كرة قدم مواليد 2002)
صالح عبد الله السعيد مواليد 21 سبتمبر 2002 في السعودية، هو لاعب كرة قدم سعودي.

## مسيرة اللاعب
لعب سابقاً في الفئات السنية في نادي الرائد ولعب بعدها مع نادي النجمة ونادي الهلالية.